# Veentaart

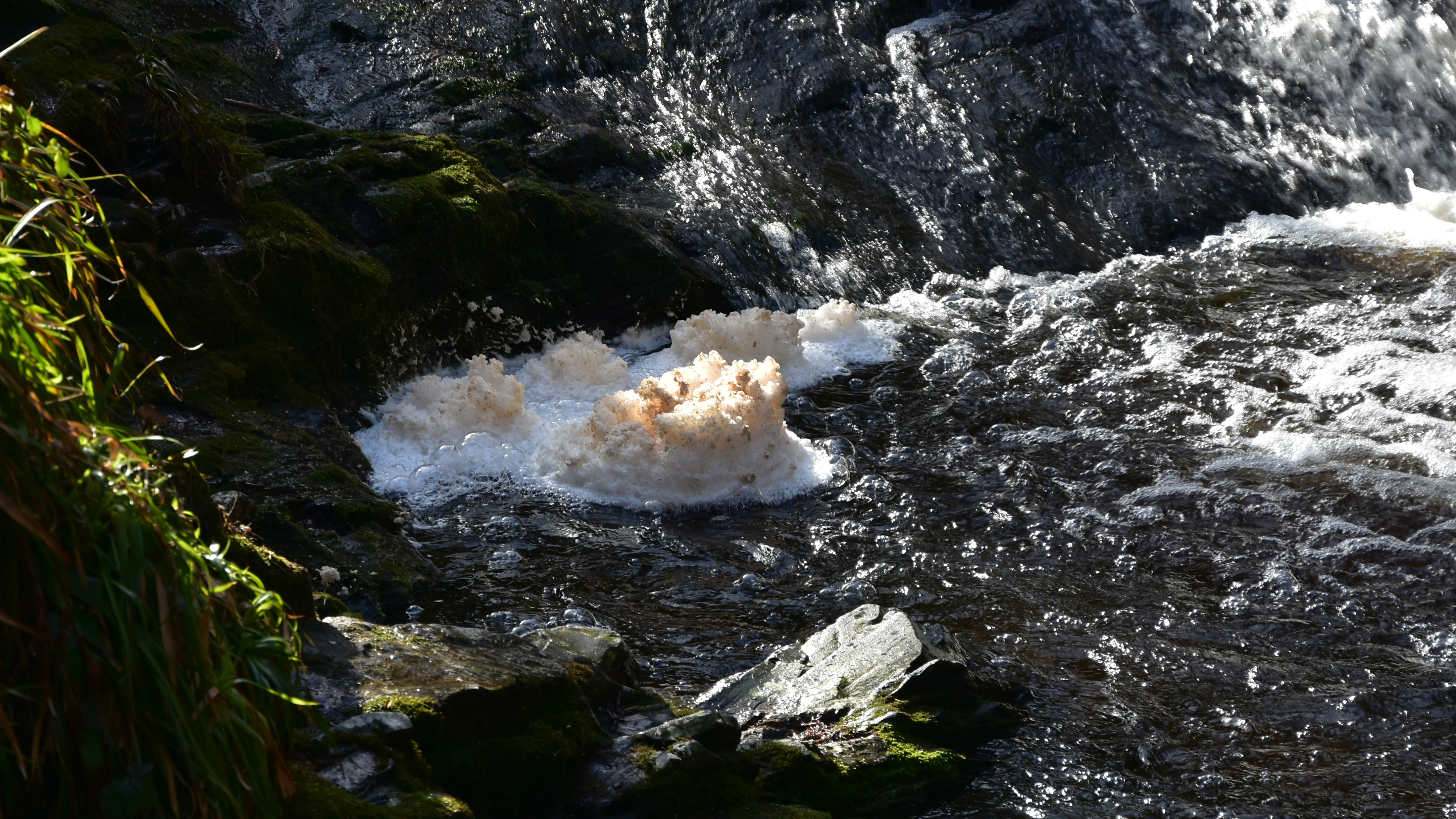
Veentaarten in de Hoëgne

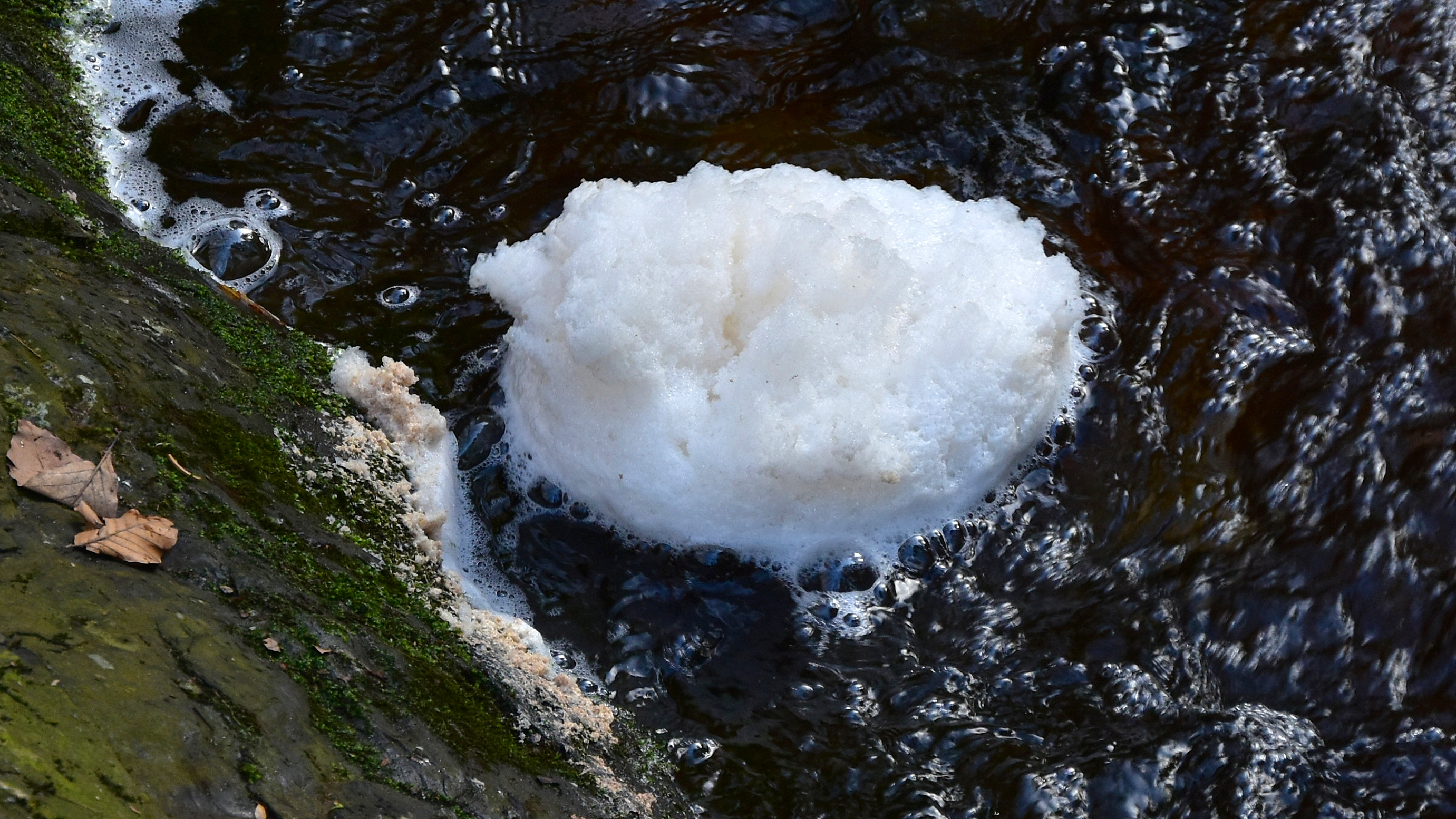
Een veentaart in de Hoëgne

Een veentaart is een natuurverschijnsel dat in water kan ontstaan. Het is geen teken van verontreiniging en heeft zelfs een zuiverend effect. De kracht van het water vormt een emulsie die bestaat uit humus met colloïdale klei, onverzeepbare vetten, plantaardige saponinen en onverzadigde vetzuren. De kleur wordt veroorzaakt door elementen in de bodem.
Veentaarten zijn te zien in de Hoëgne, meer bepaald in de vallei van de Hoëgne te Sart.